# یواس‌اس پگی (اس‌پی-۱۰۷۲)
یواس‌اس پگی (اس‌پی-۱۰۷۲) (به انگلیسی: USS Peggy (SP-1072)) یک کشتی بود که طول آن ۳۰ فوت (۹٫۱ متر) بود. این کشتی در سال ۱۹۱۴ ساخته شد.